# مبيض قهوة
مبيض القهوة هو مادة غذائية صناعية تستعمل كبديل للحليب وعادة ما تكون نباتية. تحتوي معظم مبيضات القهوة الشائعة على مكونات نباتية مثل شراب ذرة، سوائل نباتية وبعض المبيضات تحتوي على دهون مستخرجة من فول الصويا كبديل لدهون الحليب.
أول ما تم طرحه تجاريا من مبيضات القهوة كان في عام 1961 عن طريق شركة نستله تحت اسم Coffee-Mate، وقد كان على شكل مسحوق. وفي عام 1967 تم استخدام مبيض القهوة للإعلان عن بيع الألبان من قبل مجلس شركات تصنيع الألبان.
العصر الحالي يكثر استعمال مبيض القهوة، خصوصاً في المقاهي وأماكن العمل وحتى في الطائرات، إذ يكون هذا المبيض حاضراً بقوة ضمن مكونات الوجبة الجاهزة التي تقدم للركاب، لسهولة التخزين والاستعمال وذلك برغم التحذيرات التي تزايدت لاحتواء بعض الأنواع منها على دهون صناعية تشكل خطرا على الصحة العامة. ومبيض القهوة ليس منتجاً حديث العهد كما يظن البعض، بل ان استعماله يعود إلى أوائل الستينات من القرن المنصرم، وأول من طرحه في الأسواق شركة نستلة وكان على شكل مسحوق. كثيرون يعتقدون بأن مبيض القهوة هو بكل بساطة مسحوق الحليب ولكنه ليس كذلك، وفي ما يأتي نظرة سريعة على محتويات هذا المبيض التي تتباين وفقاً للشركة الصانعة له، غير ان المحتوى النموذجي له هو على الشكل الآتي:
- زيت نباتي مهدرج.
- شراب الغلوكوز.
- مركب الصوديوم كاسينيت.
- مركبات فوسفاتية.
- اضافات منكّهة وأخرى ملونة.
لقد تعالت في الفترة الأخيرة اصوات بعض الباحثين والأطباء محذرة من مبيض القهوة ومن المبالغة في استعماله نظراً إلى ما يشكله من خطر على الصحة، خصوصاً عند بعض الفئات من الناس الذين يعانون من بعض الأمراض.
ان مبـيض الـقهوة يـحتوي عادة على زيت نباتي مهدرج، ولا يخفى على أحد اليوم الخطرالذي يشكله مثل هذا الزيت على الصحة القلبية الوعائية، إذ انه يساهم في رفع الجزء السيئ من الكوليسترول الذي يشجع على زيادة خطر التعرض للأزمات القلبية والدماغية الوعائية، في المقابل فهو يخفض نسبة الكوليسترول الجيد الذي يحمي القلب والشرايين.
وخطورة الزيت النباتي المهدرج لا تقتصر على القلب والأوعية الدموية، بل على المخ أيضاً، فكما هو معروف غشاء الخلية العصبية من سلسلة من الأحماض الدهنية المختلفة التي تحتوي على فراغات تكسب الخلية صفة المرونة والنفاذية، ولكن ما يحصل عند تناول الأحماض الدهنية المهدرجة انها تأتي من الدم إلى الدماغ وتحديداً إلى غشاء الخلية العصبية فتتكوم فيه، الأمر الذي يساهم في سد الفراغات فيه وبالتالي فقدان مرونته ونفاذيته، ما يؤثر سلباً في عمليات التبادل من داخل الخلية العصبية وإليها، كما يؤثر سلباً في لغة التخاطب بين الخلايا العصبية ما يخلق اضطرابات على صعيد وظائف المخ.
ان مبيض القهوة يحتوي على كمية عالية من السكريات البسيطة السريعة الامتصاص، من هنا فهو غير محبذ لأولئك الذين يعانون من الداء السكري. عدا هذا، بينت الأبحاث ان الدهن المهدرج يؤدي إلى تطور أسرع للداء السكري نتيجة الخلل الذي يحدثه في فاعلية هرمون الأنسولين، من هنا ينصح المصابون بالسكري ان يهجروا مبيض القهوة.
وكما ذكرنا أعلاه فإن مبيض القهوة يحتوي على معدن الصوديوم، لذا على المصابين بارتفاع ضغط الدم ان يأخذوا هذا الأمر في الاعتبار، فكثيرون يستعملون مبيض القهوة طوال اليوم فيأخذون كمية معتبرة من الصوديوم تساهم في رفع أرقام ضغط الدم. وحتى اولئك الذين يعانون من السمنة عليهم ان ينتبهوا إلى مبيض القهوة لأنه يعطيهم احساساً زائفاً بالأمان بأنها خالية من الطاقة، وهذا غير صحيح طبعاً، الأمر الذي يدفعهم إلى استهلاك كمية كبيرة منه.